# Sven "Plex" Petersson
För andra betydelser, se Sven Pettersson.
Sven "Plex" Petersson, folkbokförd Per Sven Pettersson, född 7 augusti 1926 i Lit i Jämtland, död 25 juni 2011 på Lidingö i  Stockholms län, var en svensk sportjournalist som främst var verksam vid Sveriges Radio och Sveriges Television. Han anställdes vid Sveriges Radio 1957, och tillsammans med Lennart Hyland var han en av de två först fast anställda sportreportrarna.

## Biografi
Pettersson studerade vid Östersunds högre allmänna läroverk, och tävlade då för IFK Östersund i utförsåkning. Han arbetade som journalist vid tidningen Östersunds-Posten från 1944 till 1957. Under de tidiga åren på Östersunds-Posten började han använda signaturen ”Plex” efter ett boxningsreferat, där termen solarplexus används. Han var ofta speaker vid främst skidtävlingar i Jämtland, bland annat under VM i alpin skidsport i Åre 1954, då han uppmärksammades av Sveriges Radio. Där blev han tillsammans med Lennart Hyland den förste anställde sportreportern. Petersson sade dock i en SVT-dokumentär om honom själv, gjord av Jens Lind, att han snabbt insåg att radion inte var rätt medium för honom, utan han passade bättre för televisionen. "Jag blev snabbt omkörd av Hyland, Strömmer, Lars-Gunnar Björklund och pojkarna när det gällde att prata fort. Då passade TV bättre, där man fick ta lite mer tid på sig".
Mellan 1959 och 1998 rapporterade Petersson från Tysk-österrikiska backhopparveckan och då främst från nyårsdagens backhoppningar i Garmisch-Partenkirchen. Han rapporterade sakligt och initierat för Sveriges Television från Ingemar Stenmarks karriär som slalomåkare och bidrog till att ”Sverige stod stilla” när Stenmark tävlade. Hans artiga hälsningsfraser i varje sändning, "Gomorron, Gomorron" och "Gomidda', Gomidda'" blev begrepp i samband med de alpina sändningarna. År 1959 kommenterade han slalomtävlingar från Alperna, då Sveriges Television för första gången sände sådana. Han kommenterade också Olympiska vinterspelen 1960 i Squaw Valley. Han blev vidare den förste programledaren för TV-programmet Sportspegeln då dess sändningar inleddes i januari 1961. Hans sista mästerskap som SVT-kommentator i alpint blev OS 1992 i Albertville, där han kommenterade herrtävlingarna och hans efterträdare Björn Fagerlind kommenterade damtävlingarna.
Petersson kommenterade även längdskidåkning, friidrott, orientering och gymnastik och medverkade så sent som 2011 i sändningarna från Vasaloppet, där han ofta kommenterat starten i Berga utanför Sälen. I samband med de olympiska spelen brukade han också alltid kommentera både invignings- och avslutningsceremonierna.
Inom friidrott har hans referat av Anders Gärderuds seger i 3 000 meter hinderlöpning under Montréal-OS 1976 och Bob Beamons längdhopp på 8,90 meter i Mexiko-OS 1968 blivit klassiker. Han är också välkänd för att ha sagt ”Va’ gör karl’n?”, under Olympiska vinterspelen 1980 i Lake Placid då svenske backhopparen Janne Holmlund föll.
Petersson var inte endast verksam som sportjournalist, utan gjorde även andra typer av reportage i televisionens barndom. Han är begravd på Lidingö kyrkogård.